# Festa del Roser (Argelaguer)
La Festa del Roser és un element del patrimoni festiu de Catalunya que se celebra el 2 de maig a Argelaguer (La Garrotxa). Es sol aprofitar el segon cap de setmana de maig per organitzar diversos actes festius.
Hi ha ball i cercavila del gegant i els capgrossos, amb la participació d'altres colles que són convidades junt amb els veïns a un esmorzar popular. El gegant s'anomena Màssio, el moliner, mentre que els capgrossos s'anomenen L'Hereu i la Pubilla, en Toni del Porró i en Gervasi de Cassoles, a més del gegantó Santanàs, que representa un dimoni. La faràndula sol anar acompanyada per una colla de xanquers i una formació musical amb instruments tradicionals: violins, acordions, i una cobla de tres quartans. Comprèn una fira de l'enferinada.
Els organitzadors són la Comissió de festes, l'Ajuntament d'Argelaguer i els Geganters d'Argelaguer.
El Gegant Màssio d'Argelaguer es va estrenar el 14 de desembre de 1997, en la Festa Major. Va estar acompanyat pel Gegant Perot de Sales de Llierca i pels Gegants de Sant Joan les Fonts, que en són els padrins. També hi van assistir diverses colles de capgrossos, xanquers i músics. Els primers balladors foren Josep Dorca i Pere Fàbrega, i els músics de la colla eren membres del Talleret de Música d'Argelaguer. La música del ball de Gegants va ser composta l'any 1998 pel mestre Francesc Tomàs, Panxito, d'Argelaguer i porta per títol L'enfarinada.